# Фененко, Вадим Михайлович

Вади́м Миха́йлович Фене́нко (1 августа 1893 — январь 1942) — офицер Русской Императорской армии, участник Первой мировой войны. Кавалер ордена Святого Георгия 4-й степени (1915).

## Биография
Вадим Михайлович Фененко родился 1 августа 1893 года в православной семье потомственных дворян Черниговской губернии. Сын генерал-майора Фененко Михаила Яковлевича - командира Елисаветпольского 156-го пехотного полка.
Окончил Тифлисское военное училище по 1-му разряду. Нижний чин с 02.09.1813 г. Подпоручик с 01.10.1914 г. с зачислением в 4-й Финляндский стрелковый полк. 
С первых дней мировой войны в действующей армии. На 1914 г. - подпоручик  4-го Финляндского стрелкового полка. C 1915 г. - поручик 4-го Финляндского стрелкового полка. С 1.02.1916 - штабс-капитан 4-го Финляндского стрелкового полка.
Боевые ранения: 12.04.1915 (у д.Козювки), 18.05.1915 (у д.Бригидау), 18.10.1915 (у д.Семиковцы), 28.07.1916 (у д.Проходцы). Контузия: 29.11.1915 (остался в строю).
В Добровольческой армии и ВСЮР: с сентября 1918 г. до июля 1919 г. в 9-й роте 1-го Офицерского генерала Маркова полка. Участник Первого Кубанского похода ("Ледяной" поход) Добровольческой армии на Кубань. 2 октября 1918 г. в ходе жесточайших боев ранен под Армавиром. В июле 1919 г. попал в плен. Находился  в Екатеринбургском концлагере для военнопленных. На 1 февраля 1922 года после массовой амнистии белых офицеров состоял на особом учете в Екатеринбургском ГВК.
Умер (погиб) в блокадном Ленинграде в январе 1942 года. Место захоронения неизвестно.

## Награды
- Орден Святого Георгия IV-й степени, ВП от 01.09.1915 г., подпоручик, 4-й Финляндский стрелковый полк. Дата события - 15.05.1915. 
— В 4-мъ Финляндскомъ стрѣлковомъ полку, Вадиму Фененко за то, что 15 Мая 1915 года у д.Бригидау подъ огнемъ противника съ небольшой партіей развѣдчиковъ бросился въ атаку на укрѣпленную позицію, захватилъ 3 дѣйствующихъ германскихъ пулемета, 10 офицеровъ и 198 нижнихъ чиновъ.
- Орден Святой Анны IV-й степени с надписью "За храбрость", 1916-05-22.
- Святого Равноапостольного Князя Владимира IV-й степени с мечами и бантом, Приказы Армиям Юго-Западного фронта от 4 января 1917 года № 7, 8, Автор: Юго-Западный фронт, 1917-01-04.